# Lamprosema nitida
Lamprosema nitida là một loài bướm đêm trong họ Crambidae.